# Десятиногие ракообразные
Десятино́гие, или десятино́гие ракообра́зные, или декаподы (лат. Decapoda), — обширный отряд класса высших раков, содержащий около трети всех его видов — около 15 000 современных и 3 000 ископаемых видов.  В ископаемом состоянии известны с позднего девона. Для них характерно симпластическое строение сердечной мышцы, в отличие от других многоклеточных, сердце которых имеет клеточное строение. Особый коммерческий интерес представляют представители семейства омаров.

## Таксономия
Классификация внутри отряда десятиногих ракообразных основывается на строении жабр и ног, а также на том как развиваются их личинки. По этим признакам отряд десятиногих ракообразных разделяется на два подотряда, Dendrobranchiata и Pleocyemata. В состав Dendrobranchiata входят разнообразные (но не все) креветки. В состав Pleocyemata входят все остальные десятиногие ракообразные (в том числе и настоящие креветки). Десятиногие ракообразные из подотряда Pleocyemata (за исключением групп Stenopodidea и Caridea) объединяются в кладу Reptantia, объединяющим признаком для этой группы служит то, что они в основном ходят по дну, а не плавают.
- Подотряд Dendrobranchiata
  - Надсемейство Penaeoidea
  - Надсемейство Sergestoidea
- Подотряд Pleocyemata
  - Инфраотряд Achelata — Лангусты
  - Инфраотряд Anomura — Неполнохвостые
  - Инфраотряд Astacidea
  - Инфраотряд Axiidea
  - Инфраотряд Brachyura — Крабы, или короткохвостые раки
  - Инфраотряд Caridea — Настоящие креветки
  - Инфраотряд Gebiidea
  - Инфраотряд Glypheidea
  - Инфраотряд Polychelida
  - Инфраотряд Procarididea
  - Инфраотряд Stenopodidea

## Галерея

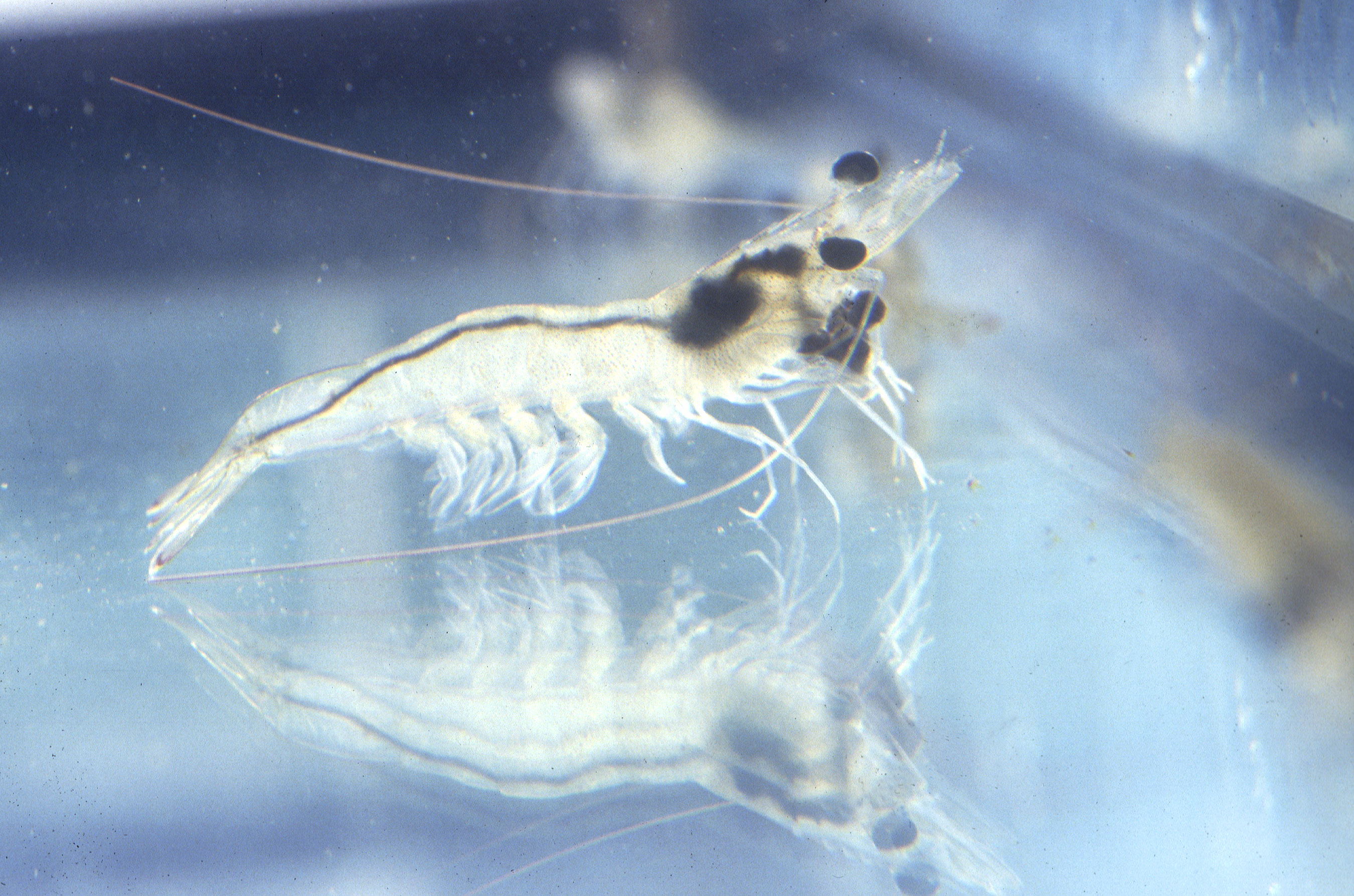
Litopenaeus vannamei
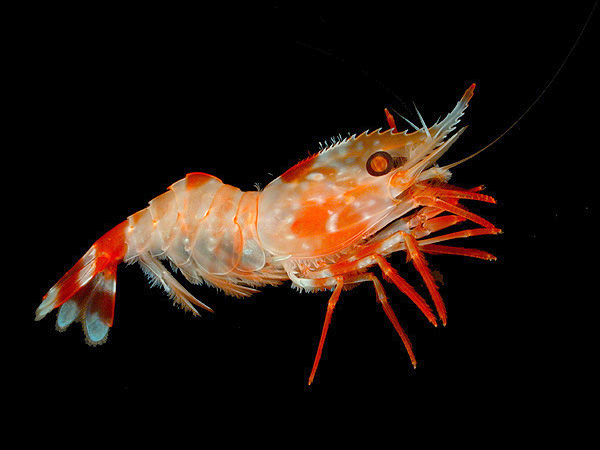
Heterocarpus ensifer
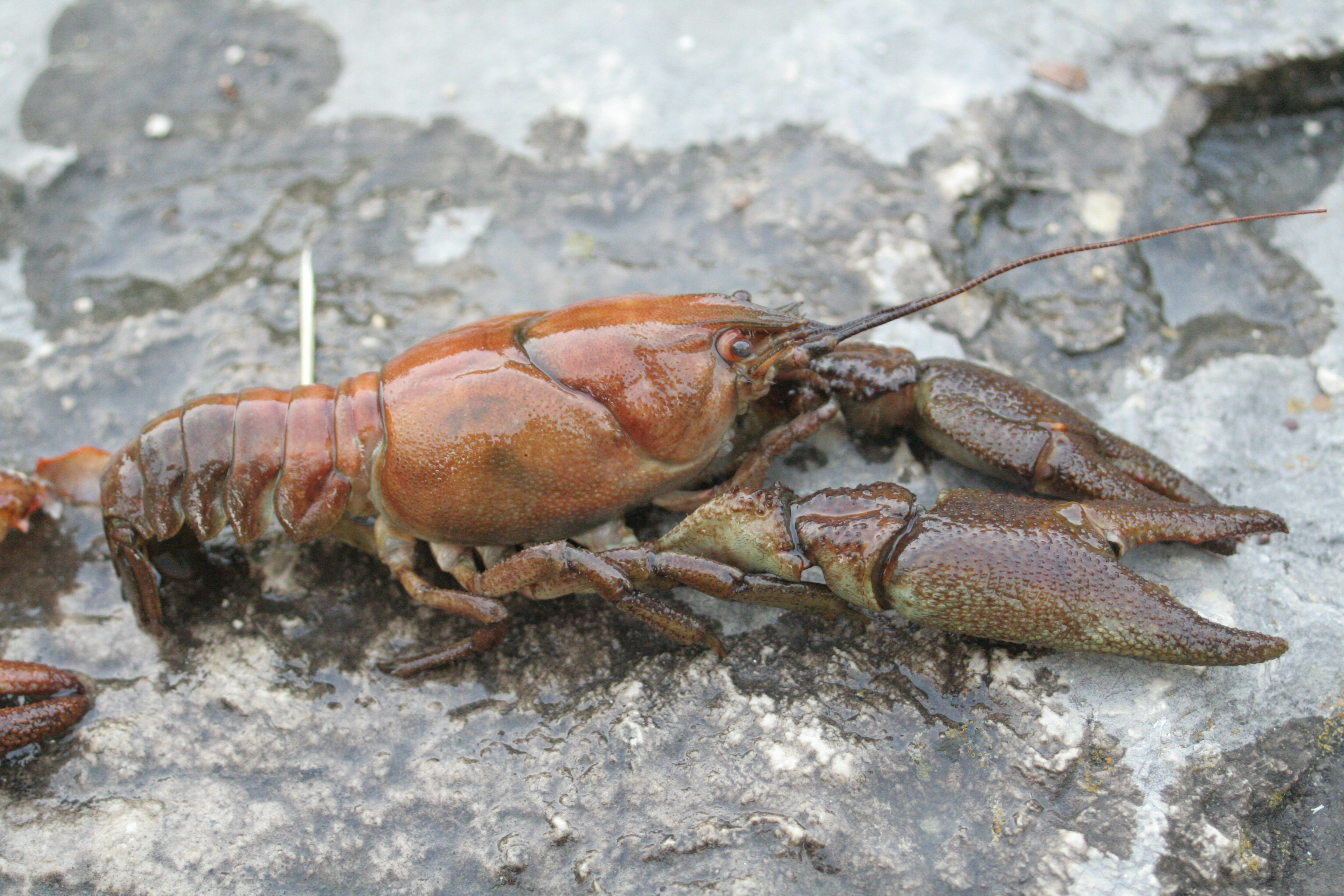
Austropotamobius pallipes
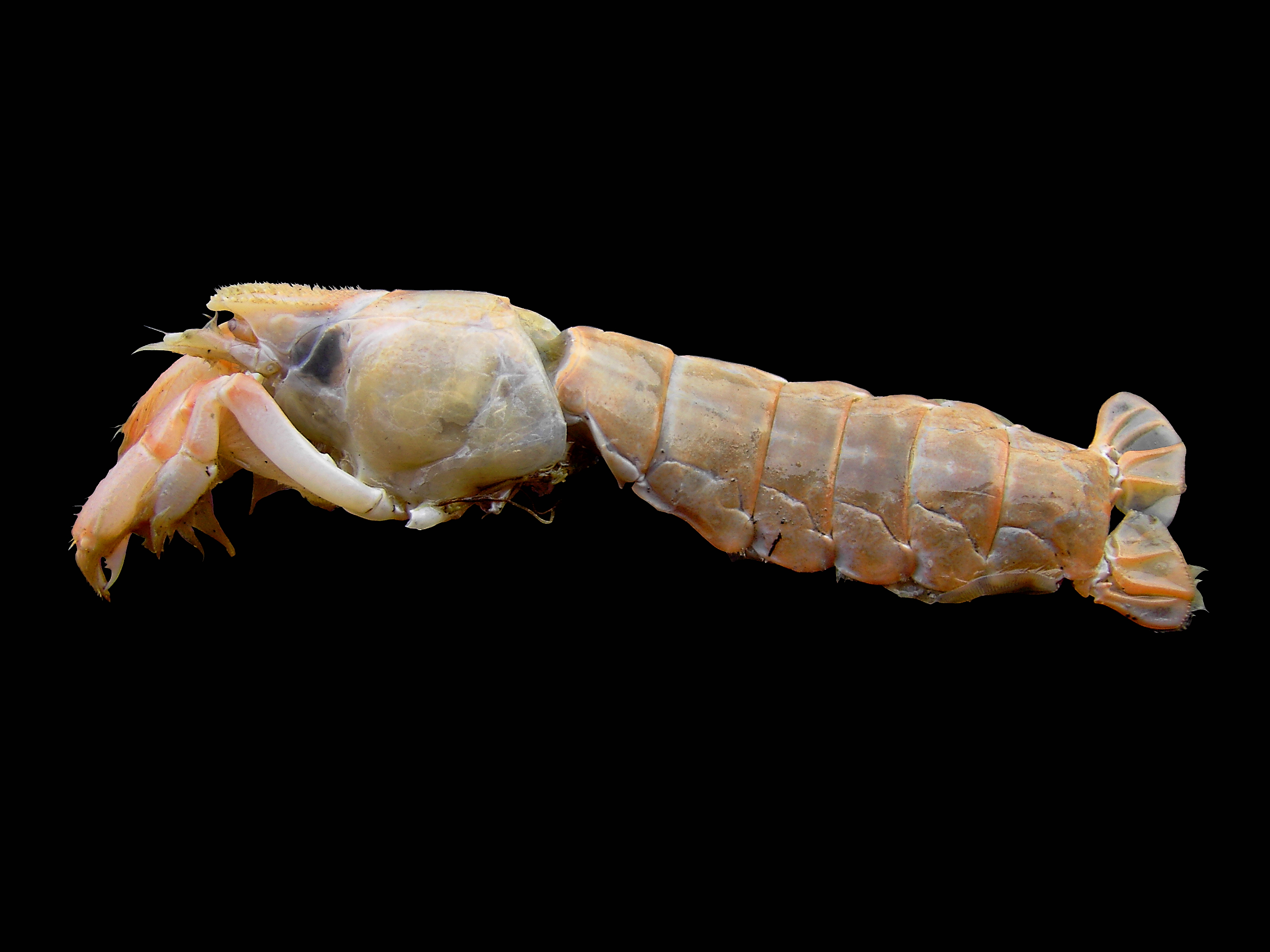
Upogebia deltaura
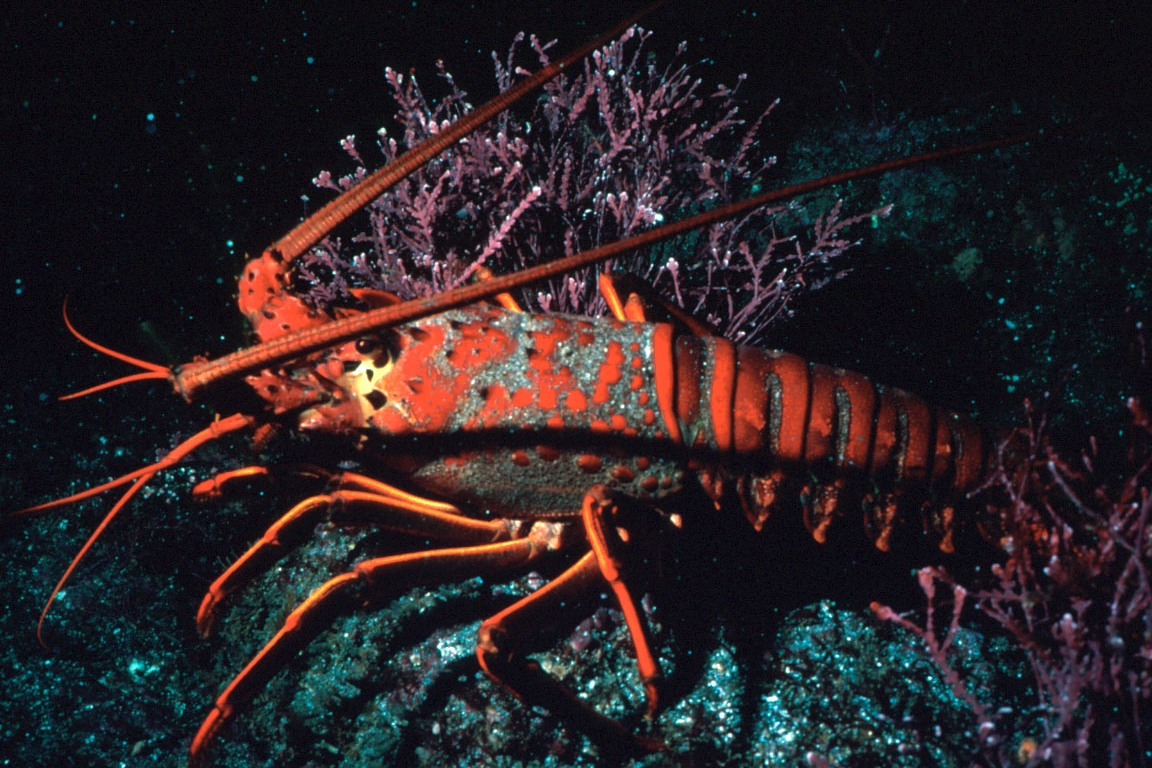
Panulirus interruptus
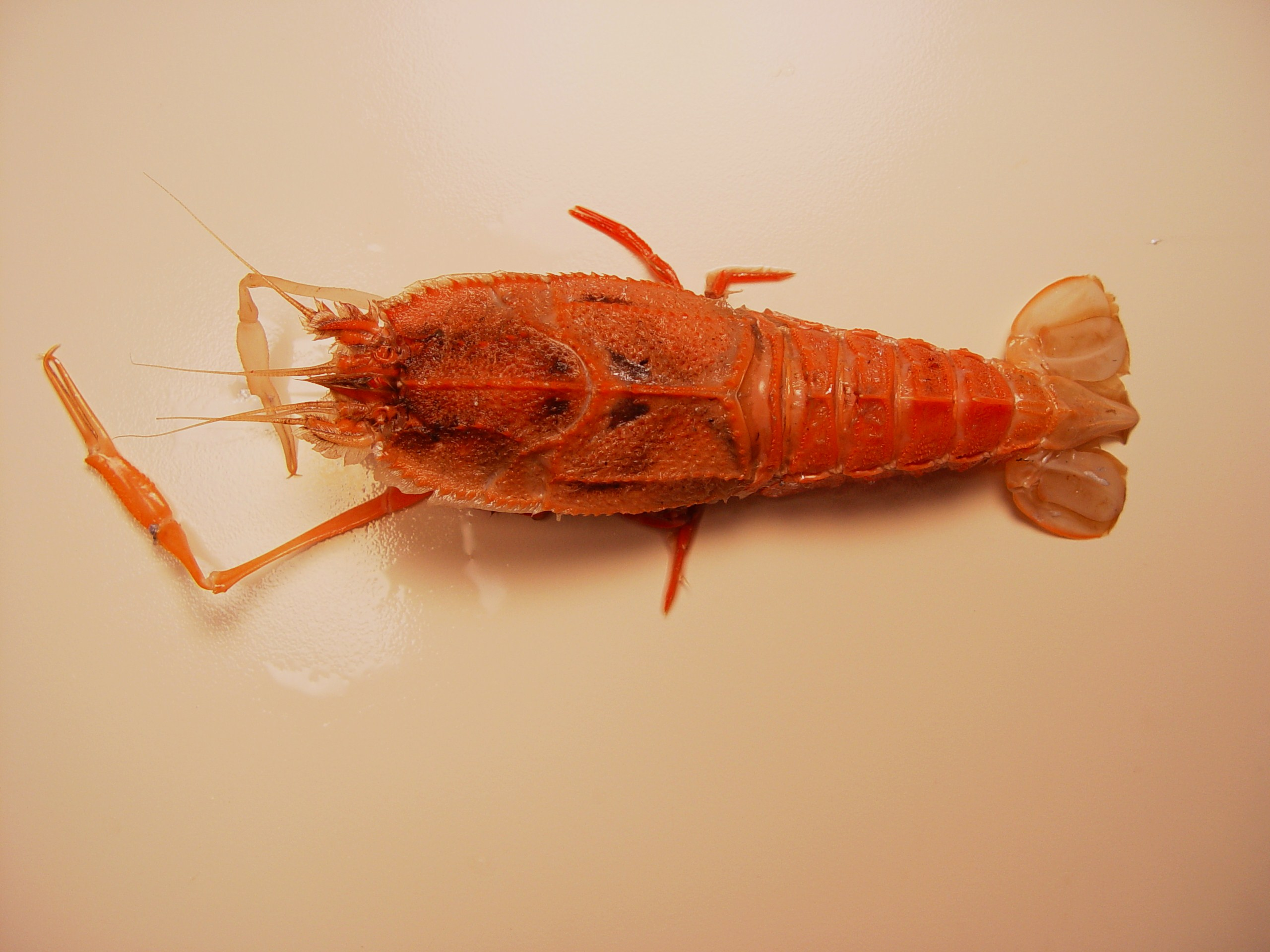
Polycheles sculptus
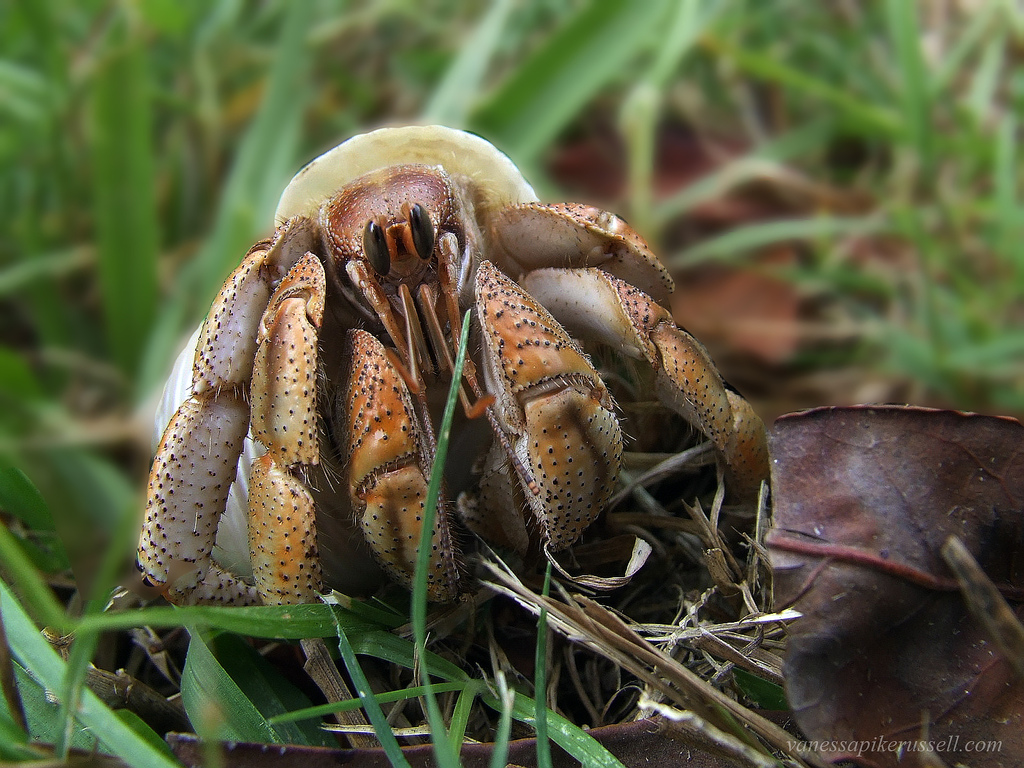
Coenobita variabilis
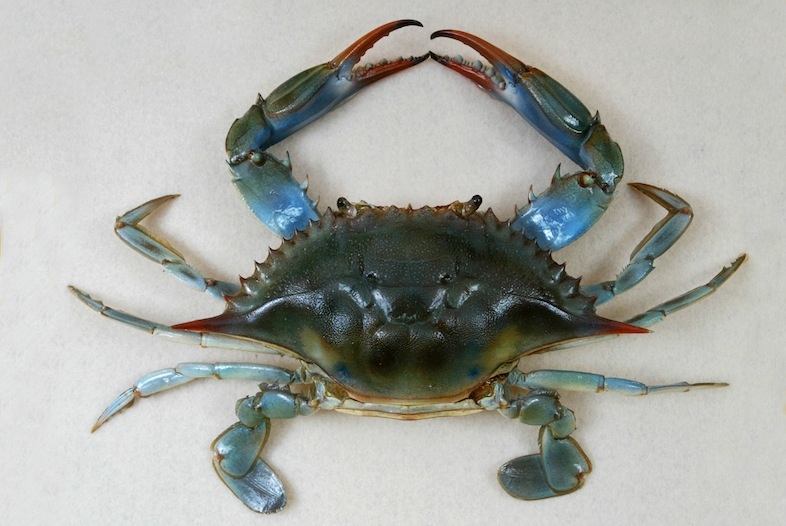
Callinectes sapidus